# Baránovka (Lázarevskoye, Sochi, Krasnodar)
Baránovka (del ruso: Барановка) es un seló del distrito de Lázarevskoye de la unidad municipal de la ciudad de Sochi del krai de Krasnodar, en el sur de Rusia. Está situado en la orilla derecha del río Vostochni Dagomýs, 14 km al norte de Sochi y 158 km al sureste de Krasnodar, la capital del krai. Tenía 996 habitantes en 2010.
Pertenece al ókrug rural Vólkovski.

## Historia
Perteneció entre el 26 de diciembre de 1962 y el 16 de enero de 1965 al raión de Tuapsé. En 2012 se completó la construcción de la red de gas natural de la localidad.

## Educación
En la localidad hay una escuela y un club deportivo vinculado a ella.

## Lugares de interés
Alrededor de la localidad hay diversos parajes naturales de interés como las cascadas Samshitovye o la "artesa de Baránovka".